# Gustavo Dudamel
Gustavo Dudamel Ramírez, né le 26 janvier 1981 à Barquisimeto dans l'État de Lara, est un chef d'orchestre vénézuélien. En avril 2021, il est nommé directeur musical de l'Opéra de Paris, fonction dont il démissionne dès le 25 mai 2023 pour des raisons personnelles.

## Biographie
Initié à la musique dès son plus jeune âge par son père tromboniste et sa mère professeur de chant, Gustavo Dudamel déchiffre à six ans la partition de la cinquième symphonie de Beethoven et dirige un orchestre imaginaire devant ses parents. À 10 ans, il apprend le violon dans le cadre du programme vénézuélien d'éducation musicale El Sistema.
En 1995, il entame son apprentissage auprès de Rodolfo Saglimbeni et de José Antonio Abreu, fondateur de l'Orchestre symphonique des jeunes du Venezuela Simón Bolívar. En 1999, il dirige cet orchestre. Il est remarqué par Simon Rattle en 2003, qui le prend pour assistant alors qu'il se trouve en Allemagne. Il remporte par la suite le concours de direction d'orchestre Gustav Mahler en 2004, puis reçoit les conseils de Claudio Abbado, Daniel Barenboim et Simon Rattle.
À 23 ans, sa carrière prend son envol : il signe un contrat d'exclusivité avec Deutsche Grammophon qui publie son premier enregistrement, Beethoven Symphonies 5 & 7 en 2006. Succédant à Neeme Järvi, il devient chef principal de l'orchestre symphonique de Göteborg (Suède) aux BBC Proms. En 2007, il dirige Don Giovanni de Mozart à La Scala de Milan. Toujours en 2007, il dirige le 27 avril les cuivres de l'Orchestre symphonique de la radio SWR de Stuttgart, dans la canzone du 9° ton à 12 voix, de Giovanni Gabrieli (conçue pour un ensemble de 12 musiciens jouant à 12 parties instrumentales effectives et indépendantes). Il dirige aussi la sonate XIII à 8 voix (à 8 parties instrumentales) du même Gabrieli, puis le 3e concerto pour violon de Mozart en sol majeur K. 216 avec la violoniste Hilary Hahn, et la 9e symphonie en mi mineur op. 95 dite « du Nouveau Monde » d'Antonín Dvořák, pour le pape Benoît XVI, qui fête ses 80 ans au Vatican même.
En octobre 2009, il succède au Finlandais Esa-Pekka Salonen à la tête de l'Orchestre philharmonique de Los Angeles.
En 2012, il dirige le concert « Summer Night » dans les jardins du palais de Schönbrunn à Vienne devant plus de 100 000 personnes.
Le 1er janvier 2017, il dirige pour la première fois le Concert du nouvel an à Vienne avec l'orchestre philharmonique de Vienne. À 35 ans, il devient le plus jeune des chefs d'orchestre à avoir dirigé les concerts du nouvel an viennois.
En novembre et décembre 2017, il fait ses débuts à l'Opéra de Paris où il assure la direction musicale pour La Bohème à Bastille.
Divorcé d'Eloísa Maturén, Gustavo Dudamel est marié depuis février 2017 avec la comédienne espagnole María Valverde.
En 2018, il fait un caméo dans le film Casse-Noisette et les Quatre Royaumes de Lasse Hallström et Joe Johnston pour lequel il a également dirigé l'orchestre lors de la composition des musiques par James Newton Howard.
Dans la série Mozart in the Jungle, un personnage, Rodrigo de Souza, un jeune homme originaire d'Amérique Latine, brillant chef d'orchestre dirigeant aux États-Unis, s'inspire directement de lui. Dans l'épisode 1 de la saison 2, alors que Rodrigo s'apprête à diriger l'orchestre symphonique de Los Angeles, Gustavo Dudamel fait un caméo, jouant le régisseur.
En avril 2021, Gustavo Dudamel est nommé directeur musical de l'Opéra de Paris, dont il prend les fonctions en août. Mais le 25 mai 2023, il démissionne de ce poste pour des raisons personnelles.
En 2023, il est nommé directeur musical de l'Orchestre philharmonique de New York à compter de la saison 2026-2027.
En 2025, il assure avec l'Orchestre symphonique des jeunes du Venezuela Simón Bolívar les premières parties des concerts de Coldplay à Wembley.

## Distinctions
En 2019, il reçoit son étoile sur le célèbre Hollywood Boulevard.
En 2020, il reçoit la médaille d'or du mérite des beaux-arts, décernée par le ministère de la Culture espagnol.
En 2022, il est promu Officier de l'ordre des Arts et des Lettres (il était chevalier depuis 2009) et reçoit ses insignes des mains du président de la République française Emmanuel Macron.

## El Sistema
L'Orchestre symphonique des jeunes du Venezuela Simón Bolívar exerce une activité sociale et solidaire dans le cadre de la Fundación del Estado para el Sistema Nacional de las Orquestas Juveniles e Infantiles de Venezuela (Fesnojiv), dont le but est d'initier les enfants les plus jeunes (dès l'âge de deux ans) et les plus démunis à la pratique de la musique classique.
Grâce au Sistema, le Venezuela compte, pour 22 millions d'habitants, 500 000 jeunes pratiquant la musique classique au sein de 126 orchestres, ainsi que 36 orchestres symphoniques professionnels, 15 000 professeurs de musique et 136 centres de formation et conservatoires. Ce projet a été mis en place à la fin des années 1970 par José Antonio Abreu, économiste, chef d'orchestre et homme politique, devenu en 1988 ministre de la Culture. Chaque enfant désireux de jouer reçoit un instrument, se voit affecter un tuteur et peut commencer très vite à jouer en formation, en pratiquant plusieurs heures par jour.

## Discographie
- Beethoven : Symphonies n°4, n°5 et n°7, Orchestre symphonique des jeunes du Venezuela Simón Bolívar. Direction Gustavo Dudamel. Septembre 2006. Deutsche Grammophon.
- Mahler : Symphonie n°5, Orchestre symphonique des jeunes du Venezuela Simón Bolívar. Mai 2007. Deutsche Grammophon.
- Fiesta : Silvestre Revueltas, Alberto Ginastera, Leonard Bernstein, Deutsche Grammophon.